# Ruy Xoconostle Waye
Ruy Xoconostle Waye, Rodrigo Xoconostle Waye o simplemente Ruy Xoconostle (Naucalpan, Estado de México, 2 de enero de 1973) es un escritor, editor literario y de medios mexicano. Además de escribir novelas, ha ocupado varios cargos en diferentes publicaciones periódicas.

## Carrera
Estudió la Licenciatura en Ciencias y Técnicas de la Información en la Universidad Nuevo Mundo. Ha escrito más de un millar de artículos para diferentes publicaciones que abarcan ensayo, crítica y ficción.
En 1993 comenzó colaborando en el suplemento cultural El Búho del periódico Excélsior, Para 1999 pasó a ser director editorial de la revista Quo. En 2002 se incorporó a Editorial Televisa como director editorial ejecutivo. En 2011 ingresa a la PROFECO como director general de Difusión. Su más reciente cargo es como project manager en la revista The Red Bulletin para la empresa de medios Red Bull Media House.

## Estilo
En palabras del propio Ruy, su lado creativo en literatura es geeky, nerdy e indie. Tiene un estilo ecléctico donde sus raíces e inspiraciones emergen continuamente en forma de homenajes y referencias intertextuales. Lo mismo evoca paisajes y descripciones de lugares públicos por donde ha transcurrido su vida que utiliza metalenguaje en su obras.

## Obra
- Pixie en los suburbios, 2001
- Miller y Giménez, 2003
- La vida sin Pixie, 2005
- Pixie 3, 2009
- Hackers de arcoiris, v. I - Código: Garuda, 2011
- Hackers de arcoiris, v. II - Código: Indra, 2013
- Hackers de arcoiris, v. III - Código: Shiva, 2016
- Brujas comunes, 2019